# Gemeinderatswahl in Graz 2021
- KPÖ: 15
- SPÖ: 4
- GRÜNE: 9
- NEOS: 2
- ÖVP: 13
- FPÖ: 5

- KPÖ: 3
- GRÜNE: 1
- ÖVP: 2
- FPÖ: 1

Die Gemeinderatswahl in Graz 2021 wurde am 26. September 2021 abgehalten. Gleichzeitig mit der Gemeinderatswahl fanden die Bezirksratswahlen in Graz 2021 statt, bei denen die 17 Bezirksvertretungen (Bezirksräte genannt) gewählt wurden. Nicht-EU-Bürger waren zur Wahl des Migrantinnen- und Migrantenbeirats wahlberechtigt.

## Termin
Am 28. Juni 2021 gab Bürgermeister Siegfried Nagl (ÖVP) bekannt, den Wahltermin für die Gemeinderats-, Bezirksrats- und MigrantInnenbeiratswahl auf den 26. September 2021 gesetzt zu haben. Er nutzte dabei den ihm als Bürgermeister gemäß § 16 des Statutes der Landeshauptstadt Graz zustehenden Spielraum, den Gemeinderatswahltermin so auszuschreiben, dass der neugewählte Gemeinderat frühestens 12 Wochen vor oder spätestens 12 Wochen nach Ablauf der fünfjährigen Wahlperiode zusammentreten kann. Ein regulärer Wahltermin wäre dadurch an jedem Sonntag zwischen dem 19. September 2021 und 10. April 2022 möglich gewesen.
Als Begründung für den frühen Termin führte Nagl eine dann zu erwartende, stabile Situation der COVID-19-Pandemie in Österreich an. Des Weiteren verwies er auf den Wunsch nach einem kurzen Wahlkampf und die im Herbst 2021 anstehenden Budgetverhandlungen. Dieser – mit seinem Koalitionspartner (FPÖ) nicht akkordierte – Schritt führte zur Kritik der FPÖ, Nagl würde zum dritten Mal in Folge eine Koalition sprengen und vorgezogene Wahlen auslösen. Die zwei ebenfalls in der Stadtregierung vertretenen Parteien KPÖ und Grüne gaben sich nicht überrascht beziehungsweise freuten sich über den frühen Termin.
Die gemäß § 2 Abs 1 der Gemeindewahlordnung für die Landeshauptstadt Graz notwendige Kundmachung der Wahl erfolgte am 15. Juli 2021. Als Stichtag für die Wahl galt daher der 16. Juli 2021. In drei gleichzeitig stattfindenden, aber rechtlich separaten Wahlen waren 48 Mitglieder für den Gemeinderat, 184 Mitglieder für die 17 Bezirksräte und neun Mitglieder für den Migrantinnen- und Migrantenbeirat zu wählen.
Wahlberechtigte Personen konnten daher am 26. September von 7:00 bis 16:00 Uhr in ihrem zuständigen Wahllokal wählen. Die in Graz vorgesehene Möglichkeit der vorgezogenen Stimmenabgabe war am 17. September 2021 in 18 ausgewählten Wahllokalen wahrnehmbar.
Anträge auf die Ausstellung von Wahlkarten für wahlberechtigte Personen, die ihre Stimme nicht in einem Wahllokal abgeben können, konnten elektronisch und postalisch bis 22. September 2021 sowie persönlich bis 24. September 2021 gestellt werden. Das Referat Wahlen der Stadt Graz hatte zwischen 35.000 und 70.000 Wahlkartenanträge prognostiziert, letztendlich wurden allerdings nur 25.430 Wahlkarten beantragt und ausgestellt (2017: 13.626 Wahlkarten).

## Ausgangslage
Aus den Gemeinderatswahlen 2017 war die ÖVP als Siegerin hervorgegangen. Sie verteidigte den ersten Platz und legte 4 Prozentpunkte zu. Die KPÖ stagnierte auf hohem Niveau, während die Grünen leichte Verluste und die FPÖ leichte Zugewinne verbuchten. Die SPÖ verlor 5 Prozentpunkte und erreichte damit ihr schlechtestes Ergebnis in der Stadtgeschichte. Die 2012 erstmals mit einem Gemeinderat eingezogenen Piraten verloren 1,61 Prozentpunkte und verfehlten damit den Wiedereinzug in den Gemeinderat. Mit 3,94 % errangen die NEOS ihr erstes Grazer Gemeinderatsmandat.
Bürgermeister Siegfried Nagl (ÖVP) ging darauf mit der FPÖ in Koalition, den Posten des Bürgermeisterstellvertreters übernahm Mario Eustacchio (FPÖ).
Für die Gemeinderatswahl 2021 waren 223.512 Personen wahlberechtigt.

## Wahlwerbende Gruppen
Wahlvorschläge zur Kandidatur bei den Gemeinderatswahlen waren bis spätestens am 20. August 2021 einzubringen. Zum Antritt zur Gemeinderatswahl benötigen wahlwerbende Gruppen gemäß § 39 der Gemeindewahlordnung Graz entweder 200 von zur Wahl berechtigten Personen unterschriebene Unterstützungserklärungen oder die Unterschrift eines Grazer Gemeinderatsmitglieds. Für die Wahl am 26. September 2021 waren daher die sechs im Gemeinderat vertretenen Parteien bereits qualifiziert.

### Im Gemeinderat vertretene Parteien
Die Listenreihung erfolgte entsprechend § 46 der Grazer Gemeindewahlordnung, welche die Anordnung nach Mandatsstärke der korrespondierenden Partei im Landtag Steiermark vorsieht. Die endgültigen Listen- und Kurzbezeichnungen
aller wahlwerbenden Gruppen wurden von der Stadtwahlbehörde nach Überprüfung der eingereichten Wahlvorschläge kundgemacht.
| Liste Nr. | Kurzbezeichnung | Bezeichnung der wahlwerbenden Gruppe          | Spitzenkandidatur |
| --------- | --------------- | --------------------------------------------- | ----------------- |
| 1         | ÖVP             | Liste Siegfried Nagl – die Grazer Volkspartei | Siegfried Nagl    |
| 2         | SPÖ             | SPÖ Graz – Team Michael Ehmann                | Michael Ehmann    |
| 3         | FPÖ             | Freiheitliche Partei Österreichs              | Mario Eustacchio  |
| 4         | GRÜNE           | Die Grazer Grünen – Judith Schwentner         | Judith Schwentner |
| 5         | KPÖ             | Kommunistische Partei Österreichs – Elke Kahr | Elke Kahr         |
| 6         | NEOS            | NEOS – Das Neue Österreich                    | Philipp Pointner  |

#### ÖVP
Die ÖVP beschloss im Rahmen ihres am 16. August 2021 abgehaltenen Stadtparteitag ihre Liste; Siegfried Nagl wurde dabei mit 100 % der Stimmen zum Spitzenkandidaten der 96 Personen starken Liste gekürt. Im Vorfeld wurden erste ausgewählte Kandidatinnen und Kandidaten und der Wahlkampfslogan „Alles für Graz“ vorgestellt.

#### KPÖ
Die KPÖ kündigte an, rund 350.000 Euro für den Wahlkampf zu budgetieren. Spitzenkandidatin Kahr legte das Wiedergewinnen der zwei Stadtratssitze als Ziel fest. Bei dessen Nichterreichung wolle sie zurücktreten. Die Partei trat mit 96 Kandidaten bei der Gemeinderatswahl an, insgesamt umfassten die Listen für Gemeinderats- und Bezirksratswahlen 172 Personen, wobei die KPÖ in allen 17 Bezirken antrat.

#### FPÖ
Die FPÖ zog mit ihrem amtierenden Stadtparteichef und Bürgermeister-Stellvertreter Eustacchio als Spitzenkandidat in den Wahlkampf. Für Debatte sorgte die Reihung des wegen Verhetzung rechtskräftig zu drei Monaten bedingter Haft verurteilten Michael Winter, Sohn der kontroversen ehemaligen Stadtparteichefin Susanne Winter, auf den fünften Listenplatz.

#### Grüne
Bereits Ende Mai 2021 kürten die Grünen die ehemalige Nationalratsabgeordnete Judith Schwentner zu ihrer Spitzenkandidatin. Schwentner stellte explizit den Anspruch auf den Bürgermeistersessel. Schwentner hatte nach dem unerwarteten Rücktritt der einzigen Grünen Stadträtin und Grünen Spitzenkandidatin von 2017 Tina Wirnsberger Ende 2018 zuerst die Parteiobmannschaft und dann Anfang 2019 den Stadtratsposten übernommen.

#### SPÖ
Bereits Ende Juli stellte der Grazer SPÖ-Chef Ehmann seinen Wahlvorschlag vor. Innerparteilich hatte man ihm für die ersten sieben Listenplätze freie Hand zugesichert. Drei der bisher fünf SP-Gemeinderatsmitglieder werden nicht mehr dem Gemeinderat angehören, bzw. wurden auf einen unsicheren, hinteren Listenplatz gesetzt. Die Liste wurde daraufhin vom Parteivorstand und beim SPÖ-Stadtparteitag beschlossen, wobei bei letzterem auch Ehmann mit 92,8 % als Spitzenkandidat bestätigt wurde. Ihr Grazer Parteiprogramm beschloss die SPÖ bereits 2020.

#### NEOS
Die NEOS starteten Ende Juli 2021 ihren Vorwahlprozess. Die einzige NEOS-Gemeinderätin Sabine Reininghaus kündigte an, sich nicht um den ersten Listenplatz bewerben zu wollen. Als Spitzenkandidat bewarben sich ursprünglich, neben dem Dirigenten Philipp Pointner, auch der Antiquitätenhändler Bilal Zaim und Christan Wabl, letzterer bekannt als Gründungsmitglied der österreichischen Grünen. Schlussendlich wurde Pointner am 7. August 2021 zum Spitzenkandidaten gewählt.

### Weitere Parteien und Listen
Neben den sechs im Gemeinderat vertretenen Parteien kandidierten noch acht weitere Gruppierungen. Mit 14 Kandidaturen war der Wahlzettel damit so lang wie noch nie. Unter diesen weiteren Gruppierungen sind die dem rechten Spektrum zuordenbare Freie Bürgerpartei Graz und das Team HC Strache – Allianz für Graz, ein lokaler Ableger des Team Strache. Des Weiteren kandidierten die bereits 2013 bis 2017 im Gemeinderat vertretene Piratenpartei und die Liste Verantwortung Erde. Neben den Listen WiR – Gemeinsam für Graz, dieBasis Graz, und Graz im Herzen trat auch der Grazer Ableger der deutschen Satirepartei Die Partei (als Die PARTEI Steiermark) an.
Die Reihung der übrigen wahlwerbenden Gruppen erfolgte – da alle diese Listen ebenfalls nicht im Landtag vertreten waren – nach dem Zeitpunkt der Einbringung des Wahlvorschlages.
| Liste Nr. | Kurzbezeichnung | Bezeichnung der wahlwerbenden Gruppe                                         | Spitzenkandidatur   |
| --------- | --------------- | ---------------------------------------------------------------------------- | ------------------- |
| 7         | ERDE            | Verantwortung Erde – Klimakatastrophe aufhalten – Bürger*innenräte einsetzen | Winfried König      |
| 8         | WIR             | WiR – Gemeinsam für Graz                                                     | Brigitte Simon-Daum |
| 9         | PIRAT           | Piratenpartei Graz                                                           | Florian Lammer      |
| 10        | HC              | Team HC Strache – Allianz für Graz                                           | Sven Stadler        |
| 11        | BASIS           | dieBasis Graz                                                                | Karina Priebernig   |
| 12        | FBP             | Freie Bürgerpartei Graz                                                      | Werner Theiss       |
| 13        | DÖP             | Die PARTEI Steiermark (als Die Österreichische PARTEI)                       | Nikita Reichelt     |
| 14        | GRAZ            | GRAZ im Herzen                                                               | Günter Gartler      |

Dem zuständige Referat für Wahlen zufolge hatten darüber hinaus Volt Österreich, die Demokratische Familienpartei sowie drei Einzelpersonen Interesse an einer Kandidatur bekundet.

## Wahlkampf
Erste Wahlkampftöne löste bereits die im Februar 2021 im Auftrag der Grazer Stadtkoalition (ÖVP und FPÖ) präsentierte Studie über den Bau einer „Metro“ genannten U-Bahn in Graz mit zwei Linien aus.

### Plakat-Verbot
Auf Antrag Gemeinderätin Anna Hoppers (ÖVP) beschloss der Gemeinderat mit Stimmen der ÖVP und SPÖ kurz vor der Sommerpause ein Verbot zusätzlicher Wahlplakate auf städtischen Flächen. Das bis zum Wahltermin gültige Verbot betrifft die Errichtung jegliche mobile Außenwerbeanlagen, Großplakatständer und A-Ständer sowie Dreieckständer und ist besonders für kleine Listen mit geringem Wahlkampfbudget nachteilig. Kurz vor der Wahl stellte die ÖVP dennoch teils in der unmittelbaren Umgebung von Wahllokalen Plakatständer auf.

### Wahlkampfausgaben und Fairnessabkommen
Unverzüglich nach Festlegung des Wahltermins forderte Gemeinderätin Sabine Reininghaus (NEOS) eine Obergrenze für die Wahlkampfkosten, was von der ÖVP prompt abgelehnt wurde. Im Gemeinderat fand jedoch ein ähnlich lautendes Bekenntnis für ein Wahlkampfkostenlimit in Höhe von 400.000 Euro, gegen den Willen der ÖVP, mit den Stimmen der FPÖ, KPÖ, Grünen und NEOS wenig später eine Mehrheit. Zwar kann der Grazer Gemeinderat die Parteienfinanzen rechtlich nicht regeln, allerdings soll dem Bekenntnis nach die Angaben der Parteien über die Wahlkampfausgaben freiwillig durch eine Wirtschaftsprüfung bestätigt werden.
In weiterer Folge vereinbarten KPÖ, FPÖ, Grüne, SPÖ und NEOS ein diesbezügliches Fairnessabkommen mit Geldstrafen bei Überschreitung der mit 400.000 Euro definierten Obergrenze und eine Offenlegung getätigter Kosten noch vor der Wahl am 16. September 2021. Das Budget der ÖVP-Kampagne soll dagegen rund 1 Million Euro betragen haben.

### Stadtentwicklung und Verkehrsplanung
Von Anfang an sehr präsent waren Fragen rund um das Thema Stadtentwicklung. Diskutiert wurde aufgrund eines angeblichen „Bau-Booms“ in Graz eine Baubremse, Bausperre, Leerstandserhebung und eine Leerstandsabgabe. Die KPÖ forderte eine Revision des Flächenwidmungsplans; ihr diesbezüglich am 16. September 2021 in den Gemeinderat eingebrachter dringlicher Antrag, der den Bürgermeister ersucht, zu Anregungen auf Änderungen des Flächenwidmungsplans gemäß § 42 Abs 2 des Steiermärkischen Raumordnungsgesetzes aufzufordern, wurde mit den Stimmen aller Parteien außer der ÖVP angenommen.
Eine zentrale Rolle im Wahlkampf nahm das Thema (öffentlicher) Verkehr ein: Neben der von der ÖVP betriebenen Forderung einer U-Bahn-Lösung (Metro Graz) waren Pläne für den Straßenbahn- und S-Bahn-Ausbau in unterschiedlichen Varianten ein präsentes Thema.
Die FPÖ forderte den Umbau beider murbegleitenden Kai-Straßen in Unterflurtrassen, um die Innenstadt vom Verkehr zu entlasten. Den so gewonnenen Platz wolle man begrünen und Fußgängern und Radfahrern zur Verfügung stellen.  Zentrale Forderung der Grünen im Verkehrsbereich war neben dem Ausbau des Straßenbahnnetzes in alle Bezirke und dem Bau eines S-Bahn-Ringes um die Stadt die Schaffung von verkehrsberuhigten Zonen in jedem Stadtbezirk, den sogenannten „17 Grünen Meilen“.

### Weitere Themen
Gegen Ende der Wahlkampfphase versuchte die FPÖ, sich als „Sicherheitspartei“ ins Spiel zu bringen: Sie kritisierte die Zuwanderungs- und Integrationspolitik und forderte unter anderem einen „Asylstopp“ sowie nächtliche Ausgangssperren für Asylwerber. Neben einer Dokumentationsstelle für den politischen Islam solle ein zweites Frauenhaus errichtet und der Entzug der Grazer Sozialcard für straffällig gewordene Asylwerber eingeführt werden. Der Menschenrechtsbeirat der Stadt Graz verurteilte die dazugehörige Plakatserie, die den Slogan „Graz ist nicht eure Heimat. Garantiert!“ über einer Schwarzweißfotografie von – mit schwarzen Balken anonymisierten – Flüchtlingen zeigt.
Die NEOS forderten sogenannte „Talentschulen“ mit einem um 20 Prozent erhöhten Personalbudget, um besonders benachteiligte Schulen zu stärken. Außerdem soll eine Reduzierung der Parteienförderung Finanzmittel für 49 zusätzliche Schulpsychologen in Graz freimachen.
Im Wahlkampffinale setzte die ÖVP wenig inhaltliche Schwerpunkte, sondern arbeitete sich vor allem an der KPÖ ab, warf ihr „links-linke Träumereien“ vor und warnte vor „Staatsbankrott, Massenarbeitslosigkeit und einer mit Almosen abgespeisten Bevölkerung ohne Perspektive“ als drohende Folgen einer kommunistischen Regierung. Die Warnung vor einer – von Politologen vor der Wahl als unwahrscheinlich eingeschätzten – rot-rot-grünen Koalition sollte dabei die eigene Wählerschaft mobilisieren.

## Umfragen

### Sonntagsfrage
Auf die Frage, welche Partei die Grazer wählen würden, wenn am kommenden Sonntag Gemeinderatswahl wäre, antworteten die Befragten wie folgt:
| Institut  | Auftraggeber   | Datum      | ÖVP    | KPÖ    | FPÖ    | GRÜNE  | SPÖ    | NEOS  | Sonstige |
| --------- | -------------- | ---------- | ------ | ------ | ------ | ------ | ------ | ----- | -------- |
| Ifat      | ÖVP Graz       | März 2020  | 38,4 % | 17,7 % | 15,1 % | 16,2 % | 9,6 %  | 3 %   | —        |
| OGM       | Kleine Zeitung | 07.02.2021 | 30 %   | 24 %   | 13 %   | 16 %   | 9 %    | 6 %   | 2 %      |
| Ifat      | ÖVP            | 07.02.2021 | 37 %   | 18 %   | 15 %   | 16 %   | 9 %    | 5 %   | —        |
| unbekannt | SPÖ            | 18.04.2021 | 32 %   | 22 %   | 11 %   | 14 %   | 12 %   | 7 %   | 2 %      |
| bmm       | FPÖ            | 16.08.2021 | 36 %   | 20 %   | 12 %   | 14 %   | 11 %   | 3,9 % | 3,1 %    |
| OGM       | Kleine Zeitung | 04.09.2021 | 35 %   | 20 %   | 12 %   | 15 %   | 11 %   | 4 %   | 3 %      |
| unbekannt | ÖVP            | 05.09.2021 | 33,2 % | 24,6 % | 12,6 % | 14,2 % | 11,8 % | 3,6 % | —        |
| Ifat      | ÖVP            | 17.09.2021 | 34,1 % | 25,4 % | 11,8 % | 15,0 % | 10,1 % | 2,9 % | 0,7 %    |

## Wahlergebnis

### Gemeinderatswahl

Relative Mehrheit bei der Gemeinderatswahl nach Bezirken

Mit einem von Medien als „Erdrutschsieg“ bezeichneten Ergebnis gelang es der KPÖ mit 28,84 % (ein Zugewinn von 8,50 %-Punkten), stimmenstärkste Partei zu werden; sie legte dabei um fünf Sitze im Gemeinderat und einen Sitz im Stadtsenat zu. Die Liste des langjährigen Bürgermeisters Siegfried Nagl (ÖVP) verlor dagegen 11,88 %-Punkte, was den Verlust von einem Stadtsenats- und sechs Gemeinderatsmandaten bedeutete, und wurde zweitstärkste Kraft. Zu den Gewinnern gehörten auch die Grünen, die um 6,81 %-Punkte und vier Mandate im Gemeinderat zulegen konnten. Mit 17,32 % erreichten sie das bisher beste Ergebnis ihrer Parteigeschichte in Graz. Die FPÖ, die in der vergangenen Gemeinderatsperiode mit der ÖVP koaliert hatte, musste ein Minus von 5,25 %-Punkten (−3 Gemeinderatsmandate) verbuchen. Die SPÖ verlor 0,52 %-Punkte und erzielte erstmals ein einstelliges Ergebnis in Graz. Das bedeutete den Verlust eines Gemeinderatsmandats; auch der angepeilte Stadtsenatssitz wurde – wie schon 2017 – knapp verfehlt. Für NEOS gab es leichte Zugewinne, die ein zweites Mandat im Gemeinderat brachten. Die acht Kleinparteien und weiteren Listen, die ebenfalls zur Gemeinderatswahl angetreten waren, verfehlten alle den Einzug in den Gemeinderat; das beste Ergebnis von ihnen erzielte dieBasis Graz mit 0,86 %.
|                                                                                     | Ergebnisse 2021  | Ergebnisse 2021  | Ergebnisse 2021  | Ergebnisse 2017  | Ergebnisse 2017  | Ergebnisse 2017  | Differenzen    | Differenzen    | Differenzen    |
| ----------------------------------------------------------------------------------- | ---------------- | ---------------- | ---------------- | ---------------- | ---------------- | ---------------- | -------------- | -------------- | -------------- |
| Wahlberechtigte                                                                     | 223.512          | 223.512          | 223.512          | 222.856          | 222.856          | 222.856          | +656           | +656           | +656           |
| Wahlbeteiligung                                                                     | 54,00 %          | 54,00 %          | 54,00 %          | 57,39 %          | 57,39 %          | 57,39 %          | −3,39 %-Punkte | −3,39 %-Punkte | −3,39 %-Punkte |
|                                                                                     | Stimmen          | %                | Mand.            | Stimmen          | %                | Mand.            | Stimmen        | %-Pkte         | Mand.          |
| Abgegebene Stimmen                                                                  | 120.689          | 100,00           | —                | 127.904          | 100,00           | —                | −7.215         | —              | —              |
| Ungültig                                                                            | 1.807            | 1,50             | —                | 1.835            | 1,43             | —                | −28            | +0,07          | —              |
| Gültig                                                                              | 118.882          | 98,50            | —                | 126.069          | 98,57            | —                | −7.187         | −0,07          | —              |
| Partei                                                                              |                  |                  |                  |                  |                  |                  |                |                |                |
| Kommunistische Partei Österreichs – Elke Kahr (KPÖ)                                 | 34.283           | 28,84            | 15               | 25.645           | 20,34            | 10               | +8.638         | +8,50          | +5             |
| Liste Siegfried Nagl – die Grazer Volkspartei (ÖVP)                                 | 30.797           | 25,91            | 13               | 47.639           | 37,79            | 19               | −16.842        | −11,88         | −6             |
| Die Grazer Grünen – Judith Schwentner (GRÜNE)                                       | 20.593           | 17,32            | 9                | 13.254           | 10,51            | 5                | +7.339         | +6,81          | +4             |
| Freiheitliche Partei Österreichs (FPÖ)                                              | 12.612           | 10,61            | 5                | 19.998           | 15,86            | 8                | −7.386         | −5,25          | −3             |
| SPÖ Graz – Team Michael Ehmann (SPÖ)                                                | 11.325           | 9,53             | 4                | 12.668           | 10,05            | 5                | −1.343         | −0,52          | −1             |
| NEOS – Das Neue Österreich (NEOS)                                                   | 6.447            | 5,42             | 2                | 4.966            | 3,94             | 1                | +1.481         | +1,48          | +1             |
| dieBasis Graz (BASIS)                                                               | 1.025            | 0,86             | —                | nicht kandidiert | nicht kandidiert | nicht kandidiert | +1.025         | +0,86          | —              |
| Piratenpartei Graz (PIRAT)                                                          | 468              | 0,39             | —                | 1.368            | 1,09             | —                | −900           | −0,70          | —              |
| Verantwortung Erde – Klimakatastrophe aufhalten – Bürger*innenräte einsetzen (ERDE) | 429              | 0,36             | —                | nicht kandidiert | nicht kandidiert | nicht kandidiert | +429           | +0,36          | —              |
| Team HC Strache – Allianz für Graz (HC)                                             | 296              | 0,25             | —                | nicht kandidiert | nicht kandidiert | nicht kandidiert | +296           | +0,25          | —              |
| GRAZ im Herzen (GRAZ)                                                               | 226              | 0,19             | —                | nicht kandidiert | nicht kandidiert | nicht kandidiert | +226           | +0,19          | —              |
| Freie Bürgerpartei Graz (FBP)                                                       | 161              | 0,14             | —                | nicht kandidiert | nicht kandidiert | nicht kandidiert | +161           | +0,14          | —              |
| WiR – Gemeinsam für Graz (WIR)                                                      | 110              | 0,09             | —                | nicht kandidiert | nicht kandidiert | nicht kandidiert | +110           | +0,09          | —              |
| Die PARTEI Steiermark (als Die Österreichische PARTEI) (DÖP)                        | 110              | 0,09             | —                | nicht kandidiert | nicht kandidiert | nicht kandidiert | +110           | +0,09          | —              |
| Sonstige                                                                            | nicht kandidiert | nicht kandidiert | nicht kandidiert | 531              | 0,42             | —                | −531           | −0,42          | —              |
| Gesamt                                                                              | 118.882          | 100,00           | 48               | 126.069          | 100,00           | 48               | −7.187         | —              | —              |

Im Rahmen des vorgezogenen Wahltages am 17. September 2021 wurden 9.387 Stimmen abgegeben, was einen leichten Rückgang im Vergleich zur Gemeinderatswahl 2017 (9.698 vorgezogen abgegebene Stimmen) darstellt. Die Möglichkeit zur vorgezogenen Stimmabgabe bestand in 18 Wahllokalen, die unabhängig vom Wohnbezirk genutzt werden konnten. Die Wahlurnen wurden bis zur Auszählung am 26. September versiegelt; am vorgezogenen Wahltag abgegebene Stimmen wurden dem Sprengel 08/80 (einem Altersheim im 8. Bezirk St. Peter) zugerechnet.

### Wahl des Migrantinnen- und Migrantenbeirates
Für die Wahl des Migrantinnen- und Migrantenbeirates waren 29.588 Personen wahlberechtigt. 1.317 Personen machten von ihrem Wahlrecht Gebrauch; das entspricht einer Wahlbeteiligung von 4,45 %.
|                                                | Ergebnis 2021    | Ergebnis 2021    | Ergebnis 2021    | Ergebnis 2017    | Ergebnis 2017    | Ergebnis 2017    | Differenzen    | Differenzen    | Differenzen    |
| ---------------------------------------------- | ---------------- | ---------------- | ---------------- | ---------------- | ---------------- | ---------------- | -------------- | -------------- | -------------- |
| Wahlberechtigte                                | 29.588           | 29.588           | 29.588           | 25.364           | 25.364           | 25.364           | +4.224         | +4.224         | +4.224         |
| Wahlbeteiligung                                | 4,45 %           | 4,45 %           | 4,45 %           | 9,34 %           | 9,34 %           | 9,34 %           | −4,89 %-Punkte | −4,89 %-Punkte | −4,89 %-Punkte |
|                                                | Stimmen          | %                | Mand.            | Stimmen          | %                | Mand.            | Stimmen        | %-Pkte         | Mand.          |
| Abgegebene Stimmen                             | 1.317            | 100,0            | —                | 2.370            | 100,0            | —                | −1.053         | —              | —              |
| Ungültig                                       | 41               | 3,1              | —                | 46               | 3,9              | —                | −5             | −0,8           | —              |
| Gültig                                         | 1.276            | 96,9             | —                | 2.324            | 96,1             | —                | −1.048         | 0,8            | —              |
| Partei                                         |                  |                  |                  |                  |                  |                  |                |                |                |
| Internationale Liste für soziale Gerechtigkeit | 270              | 21,2             | 2                | 200              | 8,6              | 1                | 70             | +12,6          | +1             |
| Neue Generation                                | 189              | 14,8             | 2                | 491              | 21,1             | 2                | −302           | −6,3           | —              |
| Migrant:Innen für Gleichberechtigung           | 179              | 14,0             | 1                | nicht kandidiert | nicht kandidiert | nicht kandidiert | +179           | +14,0          | +1             |
| Kurdische Liste für Zusammenleben              | 142              | 11,1             | 1                | 498              | 21,4             | 2                | −356           | −10,3          | −1             |
| Afrikanische Liste                             | 125              | 9,8              | 1                | nicht kandidiert | nicht kandidiert | nicht kandidiert | +125           | +9,8           | +1             |
| Islamisches Zentrum Wali Asr                   | 121              | 9,5              | 1                | nicht kandidiert | nicht kandidiert | nicht kandidiert | +121           | +9,5           | +1             |
| Liste Osteuropäische Initiative                | 93               | 7,3              | 1                | nicht kandidiert | nicht kandidiert | nicht kandidiert | +93            | +7,3           | +1             |
| Union Islamischer Kulturzentren Gries          | 88               | 6,9              | —                | nicht kandidiert | nicht kandidiert | nicht kandidiert | +88            | +6,9           | —              |
| Liste für bessere Zukunft                      | 69               | 5,4              | —                | 309              | 13,3             | 1                | −240           | −7,9           | −1             |
| Sonstige                                       | nicht kandidiert | nicht kandidiert | nicht kandidiert | 826              | 35,5             | 3                | −826           | −35,5          | −3             |
| Gesamt                                         | 1.276            | 100,0            | 9                | 2.324            | 100,0            | 9                | −1.048         | —              | —              |

## Auswirkungen
Nach der Gemeinderatswahl gab Bürgermeister Siegfried Nagl seinen Rücktritt bekannt. Zu seinem Nachfolger als Stadtparteiobmann der Grazer Volkspartei wurde am 27. September 2021 Kurt Hohensinner gewählt.
Am 13. Oktober 2021 starteten KPÖ, Grüne und SPÖ mit vertiefenden Sondierungsgesprächen; am 13. November 2021 stellten die drei Parteien schließlich ihr Koalitionsprogramm vor.
Am 17. November 2021 wurde Elke Kahr vom Gemeinderat zur Grazer Bürgermeisterin gewählt, Judith Schwentner wurde zur Vizebürgermeisterin gewählt.

## Relevante rechtliche Grundlagen
- Verlautbarung des Bürgermeisters der Landeshauptstadt Graz vom 15. Juli 2021 über die Wahlen des Gemeinderates, der Bezirksräte und des Migrantinnen- und Migrantenbeirates Graz 2021
- Gesetz vom 19. Juni 2012, mit dem eine Gemeindewahlordnung für die Landeshauptstadt Graz (Gemeindewahlordnung Graz 2012) beschlossen wird
- Gesetz vom 4. Juli 1967, mit dem ein Statut für die Landeshauptstadt Graz erlassen wird (Statut der Landeshauptstadt Graz 1967)